# Dronninglund
Dronninglund är en tätort i Brønderslevs kommun i Region Nordjylland i Danmark. Tätorten har 3 572 invånare (2024). Den ligger på ön Vendsyssel-Thy, cirka 24 kilometer sydost om Brønderslev. Dronninglund var centralort i Dronninglunds kommun fram till kommunreformen 2007.
I Dronninglund finns sjukhus och en efterskola, vilken är en internatskola. Orten är servicecentrum för turism vid Kattegattkusten. Namnet Dronninglund kommer från Kristian V:s drottning Charlotta Amalia, som år 1690 övertog herrgården Dronninglunds slott, som grundats som benediktinerklostret Hundslund kloster på 1200-talet. Norr om orten ligger lövskogen Dronninglund Storskov på södra delen av Jyske Ås.
Omkring fyra kilometer sydväst om Dronninglund ligger friluftsmuseet Try Museum och åtta kilometer norr om Dronninglund ligger Dorf Mølle. Bägge ingår i Museerne i Brønderslev Kommune.